# Richard Gwyn (martyr)
Richard Gwyn, né vers 1537 dans le Montgomeryshire (pays de Galles) et mort le 15 octobre 1584 à Wrexham (pays de Galles), est un professeur et martyr catholique gallois, exécuté pour sa fidélité au pape sous le règne de la reine Élisabeth Ire. Membre des quarante martyrs d'Angleterre et du pays de Galles, il a été béatifié en 1929 par le pape Pie XI, puis canonisé en 1970 par le pape Paul VI, comme son compatriote David Lewis.

## Biographie

### Conversion au catholicisme
On sait peu de chose de la jeunesse de Richard Gwyn. Né vers 1537, il entre à l'université d'Oxford vers 1556, mais ne termine pas ses études. Il entre ensuite à l'université de Cambridge, où il est particulièrement marqué par la charité du Dr. George Bullock, professeur catholique contraint de démissionner dès 1558,en raison des lois anti-catholiques du début du règne de la reine Élisabeth Ire. Gwyn arrête ses études et retourne au pays de Galles, où il devient maître d'école dans la région de Wrexham. Il y épouse une femme nommée Catherine, avec qui il a six enfants. 
Sa conversion au catholicisme est notée par l'évêque de Chester, qui fait pression sur lui afin qu'il se conforme à la foi anglicane. Gwyn cède sous les menaces mais, revenant à son domicile, il est attaqué par une nuée de corbeaux. Interprétant cet événement comme lié à la Providence divine, il retourne à la foi catholique.

### Emprisonnement et martyre
Richard Gwyn change régulièrement de domicile et d'école pour éviter les amendes et l'emprisonnement. Mais en 1579, il est arrêté par le vicaire de Wrexham, un ancien catholique soumis à l'anglicanisme. Il réussit toutefois à s'échapper et vit en fugitif pendant un an et demi, avant d'être de nouveau arrêté et emprisonné. 
En mai 1581, il est enchaîné devant la chaire de l'église de Wrexham, puis enfermé dans la réserve car il provoquait trop de bruit durant la messe. Il est également condamné à une amende de 280 £ pour avoir refusé d'assister aux services religieux anglicans et à une autre de 140 £ pour s'être débattu.
En 1583, Richard Gwyn, ainsi que deux autres catholiques, John Hughes et Robert Morris, sont inculpés pour haute trahison. Morris est cependant reconnu innocent, et Hugues est gracié. Gwyn est quant à lui condamné à mort pour sa fidélité au pape et pour son « prosélytisme ». Il est alors pendu, traîné jusqu'à la potence et écartelé, sur le marché aux bêtes de Wrexham, le 15 octobre 1584,.

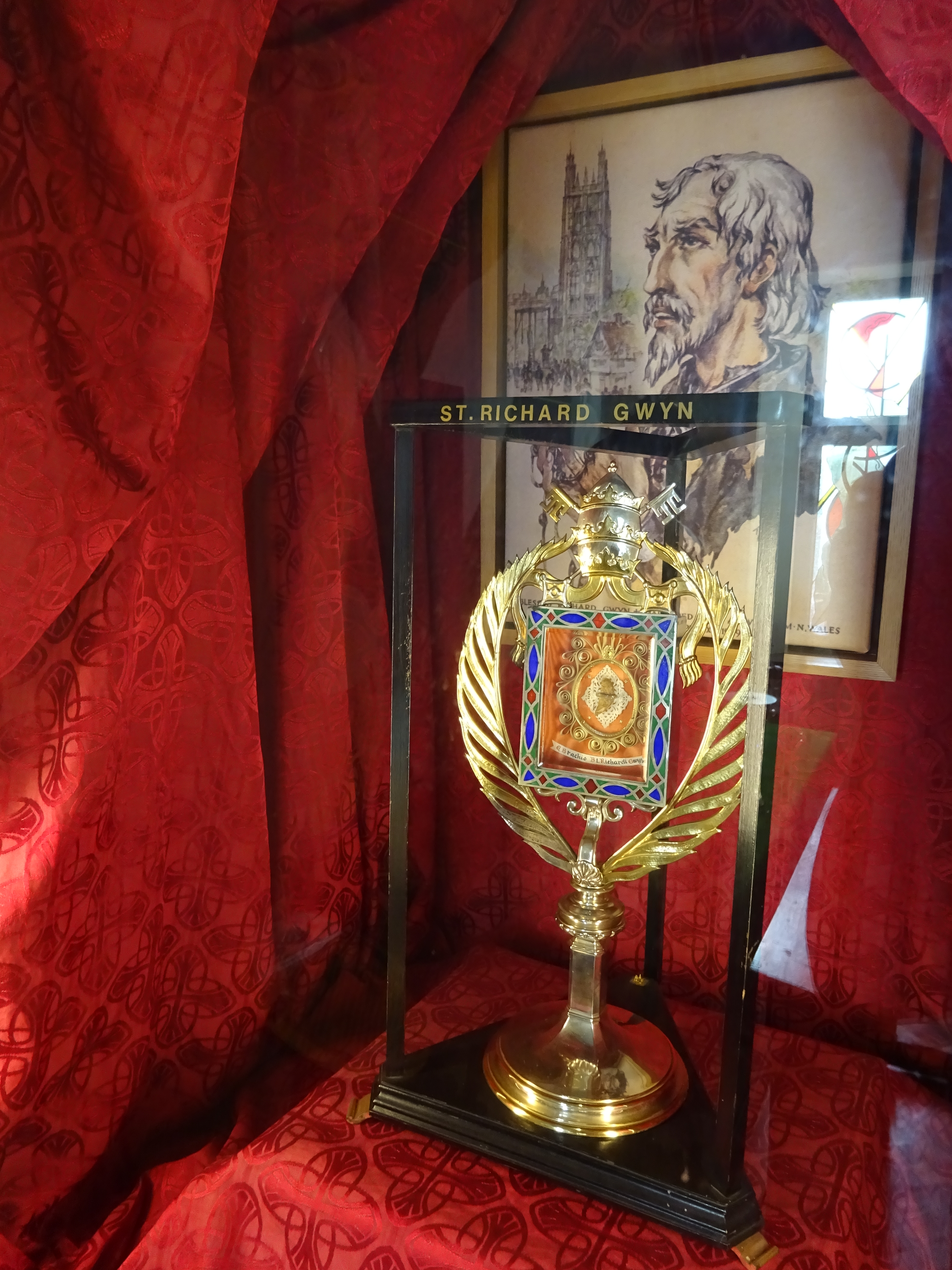
Relique de saint Richard Gwyn à la cathédrale Notre-Dame-des-Douleurs de Wrexham.

## Vénération
Béatifié en 1929 par le pape Pie XI, il est canonisé le 25 octobre 1970 par le pape Paul VI, en même temps que les autres martyrs d'Angleterre et du pays de Galles. Il est célébré individuellement le 17 octobre mais aussi le 25 octobre en tant que martyrs d'Angleterre et du pays de Galles. Ses reliques se trouvent en la cathédrale Notre-Dame-des-Douleurs de Wrexham.
Il est l'auteur de cinq poèmes en langue galloise, quatre cantiques et une ode, qu'il écrivit lors de ces internements, et dans lesquels il défend le catholicisme romain aux dépens du protestantisme qu'il remet en cause.

## Sources
- (en) Cet article est partiellement ou en totalité issu de l’article de Wikipédia en anglais intitulé « Richard Gwyn (martyr) » (voir la liste des auteurs).